# Convertitore di frequenza
In elettronica e telecomunicazioni con il termine convertitore di frequenza si designa un dispositivo o circuito elettronico analogico il cui comportamento in uscita produce una variazione della frequenza di un segnale periodico in ingresso: se come risultato finale si ha un innalzamento della frequenza si parla di convertitore in salita (up converter), viceversa se si ottiene un abbassamento della frequenza si ottiene un convertitore in discesa (down converter). 

## Funzionamento
Il principio su cui si basa la modifica della frequenza di una portante in ingresso è quella della moltiplicazione, tramite un moltiplicatore o mixer, della portante stessa con un altro segnale periodico a differente e opportuna frequenza prodotto da un oscillatore locale. Per le formule di Werner il risultato della moltiplicazione consiste nella somma di due segnali periodici: uno con frequenza pari alla somma delle frequenze dei segnali in ingresso, l'altro con frequenza pari alla differenza tra le frequenze dei segnali in ingresso: se si vorrà un aumento complessivo di frequenza in uscita basterà eliminare la componente differenza con un opportuno filtro passa-alto, mentre se si vorrà un abbassamento di frequenza basterà eliminare la componente somma tramite un filtro passa-basso.

### Formalizzazione
In generale per convertitori in discesa la frequenza {\displaystyle f_{0}} dell'oscillatore locale dovrà essere tale che: 
{\displaystyle \ f_{in}-f_{0}=f_{out}}
cioè {\displaystyle \ f_{0}=-(f_{out}-f_{in})};
mentre per convertitori in salita dovrà essere tale che:
{\displaystyle \ f_{in}+f_{o}=f_{out}}
cioè {\displaystyle \ f_{o}=f_{out}-f_{in}}
con {\displaystyle \ f_{in}} frequenza del segnale in ingresso ed {\displaystyle \ f_{out}} frequenza desiderata del segnale in uscita.

## Uso
I convertitori in frequenza sono comunemente utilizzati negli apparati elettronici di ricezione, ad esempio nel ricevitore supereterodina.